# Dos Arroyos
Dos Arroyos é um município argentino da província de Misiones, situado dentro do departamento de Leandro N. Alem.
Se situa em uma latitude de 27° 41' sul e a uma longitude de 55° 15' oeste.
O município conta com uma população de 3.079 habitantes, segundo o censo do ano 2001 (INDEC).